# 金星12號
金星12號（Венера-12）是蘇聯的金星計畫的探測器，為一個無人探測任務，於1978年9月14日02:25:13發射。金星12號與金星11號完全一樣，目的是研究金星大氣層、宇宙射線、太陽風離子等，由一台飛掠器與著陸器所組成。